# Afganisztán hívójelkörzetei
Afganisztán jelenleg (2024) nincs felosztva hívójelkörzetekre.
Afganisztán számára az ITU a T6, YA hívójelprefixet határozta meg.
| Prefix | Körzet | Hely/jelleg | ITU zóna | CQ zóna | 1 szintű QTH lokátor |
| ------ | ------ | ----------- | -------- | ------- | -------------------- |
| T6     | [0..9] | Afganisztán | 40       | 21      | MM                   |
| YA     | [0..9] | Afganisztán | 40       | 21      | MM                   |

## Lajstromjel
Vízi és légi járművek lajstromjelezéséhez az YA prefixet használják.